# Цицаев, Шихмирза
Шихмирза Цицаев (чечен. Цици Шахьмирза; 1880, Урус-Мартан, Чечня — 1965, там же) — чеченский общественный, политический и религиозный деятель, глава Урус-Мартана.

## Биография

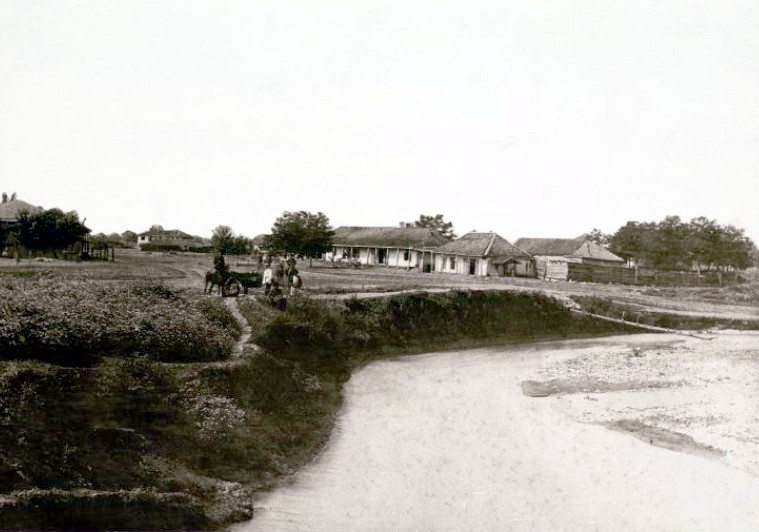
Аул Урус-Мартан. Конец XIX века.

Родился в Урус-Мартане, выходец из тайпа Пешхой. Учёбу начал в герменчукской исламской школе Хадиса, после учился у шейха Докка-муллы (Абдул-Азиз Шаптукаев) в Толстой-Юрте. В 1914 году, после кончины Докка-муллы, вернулся в родное село, где вскоре стал кадием и старшиной.
В Гражданскую войну он был одним из командующих урусмартановскими отрядами в сражениях против белых. Во время Бичераховского мятежа Шихмирза Цицаев вместе с Гайтаевым привел отряд урусмартановцев на подмогу грозненским рабочим. В 1918—1920 годах отряды урусмартановцев участвовали в освобождении от белых следующих станиц: Самашкинская, Закан-Юртовская, Слепцовская, Михайловская и Ермоловская.

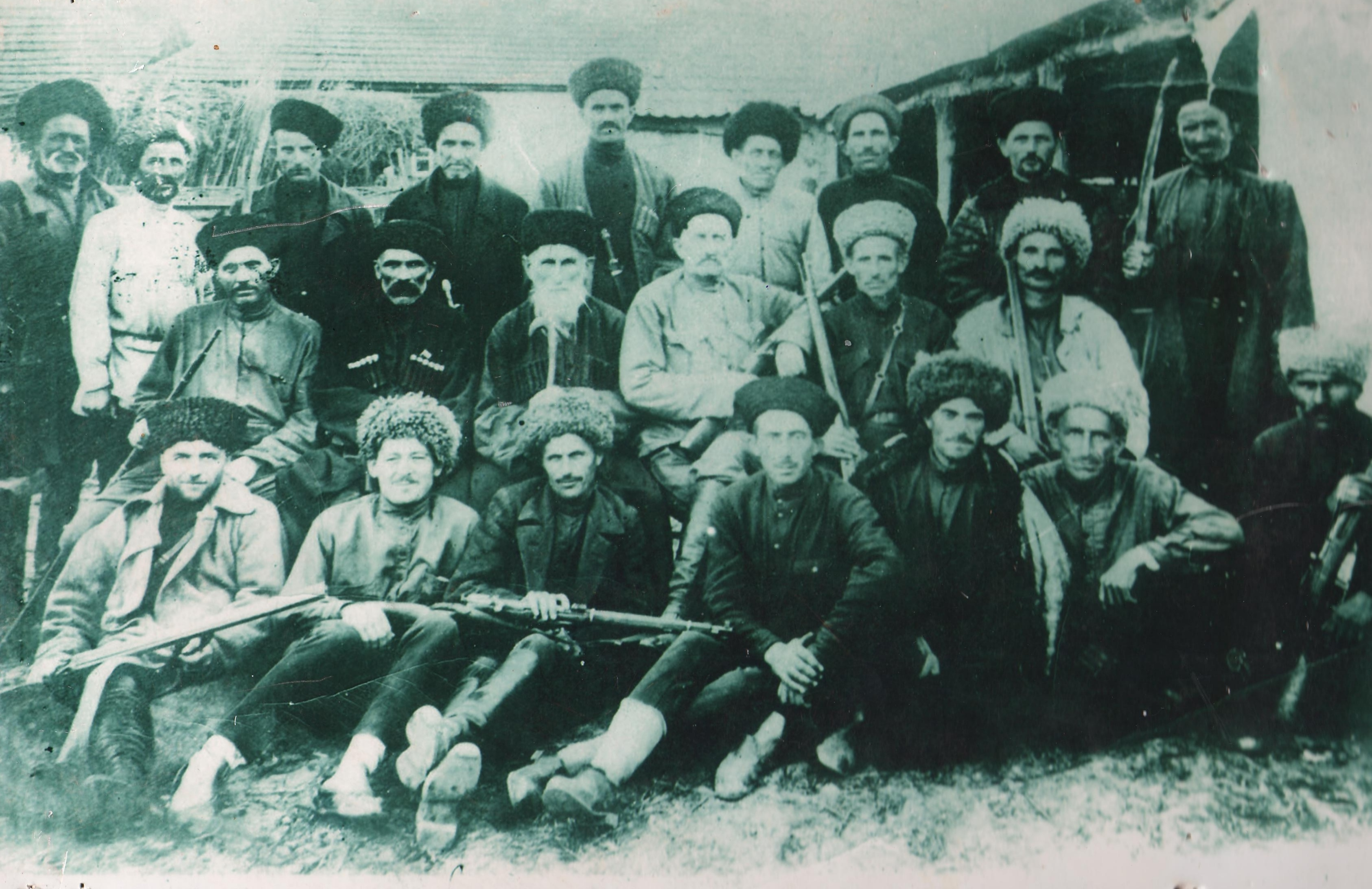
Чеченцы — участники Алханюртовского и Гойтинского сражений

В 1919 году Цицаев принимал участие в Гойтинском и Алхан-Юртовском сражениях. Во время Гойтинского сражения (7 марта 1919 г.) на помощь к защитникам аула прибыли отряды из Урус-Мартана под руководством Шихмирзы Цицаева из Гехи во главе с Гирма-Хаджи Чагаевым, из Алхазурова во главе с Сулейманом Муртазалиевым, из Шали во с Ибрагимом Геиевым, из Атаги во главе с Муслу Абдулаевым, а также отряды из Шааман-Юрта, Чечен-Аула, Цацан-Юрта, Ачхой-Мартана, Дуба-Юрта, Шатоя, Борзоя и других селений.
Тысячные отряды урусмартановцев, ведомые Ибрагимом Чуликовым, Абдул-Керимом Эламбаевым, Шихмирзой Цицаевым и Яхьей Межиевым участвовали в сражениях за Цоци-Юрт, Чечен-Аул, сражались с бичераховцами в период Стодневных боёв в Грозном.
С 1923 года — председатель Урус-Мартановского сельского Совета. В 1928—1929 годах — член областного исполкома Чечни. Цицаев был снят со всех занимаемых должностей в середине 30-х годов XX века.